# Manuel Barbosa da Silva
Manuel Barbosa da Silva, primeiro e único barão do Limoeiro (13 de agosto de 1827 — Recife, 27 de setembro de 1913 ), foi um nobre brasileiro.
Casou-se com Joana Francisca Gonçalves da Silva, de quem teve filhos. Foi agraciado barão em 16 de dezembro de 1882.